# 第49回全国高等学校サッカー選手権大会
第49回全国高等学校サッカー選手権大会（だい49かいぜんこくこうとうがっこうサッカーせんしゅけんたいかい）は、1971年1月に行われた、全国高等学校サッカー選手権大会。

## 日程
- 1回戦　1月3日・4日
- 準々決勝　1月5日
- 準決勝　1月6日
- 3位決定戦・決勝　1月7日

## 使用会場
- 西宮球技場（1回戦～決勝）

## 出場校
- 推薦出場（総体優勝） 浜名（静岡県）
- 推薦出場（総体準優勝） 浦和南（埼玉県）
- 北海道代表 室蘭大谷
- 東北代表 仙台育英（宮城県）
- 東北代表 郡山商（福島県）
- 関東代表 習志野（千葉県）
- 関東代表 帝京（東京都）
- 北陸代表 富山工（富山県）

- 東海代表 藤枝東（静岡県）
- 関西代表 嵯峨野（京都府）
- 関西代表 初芝（大阪府）
- 中国代表 広島国泰寺（広島県）
- 中国代表 広島大付（広島県）
- 四国代表 徳島商（徳島県）
- 九州代表 島原商（長崎県）
- 九州代表 鹿児島工（鹿児島県）

## 試合

### 1回戦
- 初芝 1 - 0 習志野
- 広島国泰寺 2 - 0 仙台育英
- 帝京 3 - 0 室蘭大谷
- 藤枝東 3 - 0 鹿児島工
- 徳島商 2 - 1 郡山商（延長）
- 浜名 2 - 0 広島大付
- 嵯峨野 0 - 0 富山工（延長・抽選）
- 浦和南 1 - 0 島原商

### 準々決勝
- 初芝 2 - 0 広島国泰寺
- 藤枝東 4 - 1 帝京

- 浜名 3 - 1 徳島商
- 浦和南 2 - 1 嵯峨野

### 準決勝
- 藤枝東 2 - 1 初芝（延長）
- 浜名 1 - 0 浦和南

### 3位決定戦
- 浦和南 3 - 0 初芝

### 決勝
- 藤枝東 3 - 1 浜名